# 張天機
張天機（？—？），號巨車，河南開封府蘭陽縣人，明末清初政治人物。

## 生平
崇祯三年（1630年）庚午科河南乡试舉人，四年（1631年）联捷辛未科进士。吏部观政，授陕西渭南县知县，六年任本省同考官，七年举卓异，十年考察，降補杭州府知事，历升至户部主事。
明亡仕清，顺治三年二月，以洪承畴举荐，授任江南布政使司右参议、分守江宁道。五年八月升为浙江按察使司副使、兼布政使司参议、督粮道。七年七月以事被降三级。